# Hemichaena spinulosa
Hemichaena spinulosa är en gyckelblomsväxtart som först beskrevs av S. Wats., och fick sitt nu gällande namn av John William Thieret. Hemichaena spinulosa ingår i släktet Hemichaena och familjen gyckelblomsväxter. Inga underarter finns listade i Catalogue of Life.